# خوسيه ألفريدو مارتينيز دي هوز
خوسيه ألفريدو مارتينيز دي هوز هو محامي واقتصادي وسياسي أرجنتيني، ولد في 13 أغسطس 1925 في سالتا في الأرجنتين، وتوفي في 16 مارس 2013 في بوينس آيرس في الأرجنتين بسبب نوبة قلبية. انتخب وزارة الاقتصاد (الأرجنتين).

## وصلات خارجية
- خوسيه ألفريدو مارتينيز دي هوز على موقع الموسوعة البريطانية (الإنجليزية)
- خوسيه ألفريدو مارتينيز دي هوز على موقع مونزينجر (الألمانية)